# مشاور
مشاور (به انگلیسی: consultant) یک فرد حرفه‌ای است، که به کسب‌وکارها برای توسعه فناوری و سیستم‌های اطلاعاتی کمک می‌کند. استفاده از مشاور ناشی از نیاز به یک مهارت یا دانش خاص یا نیاز به تحلیل‌گر یا برنامه‌نویس برای تکمیل پروژه است. یک مشاور خدماتش را به طیف وسیعی از کسب‌وکارها عرضه می‌دارد، که برای نمونه می‌توان به بخش‌هایی چون: امنیت اطلاعات، مدیریت، حسابداری، قانون، منابع انسانی، بازاریابی، روابط عمومی، علوم مالی، مهندسی و دانش پزشکی اشاره کرد. شناخته‌شده‌ترین گونه‌های مشاور شامل مشاوره فناوری اطلاعات، مشاور مدیریت و مشاوره (روانشناسی) است.